# Krubersteinen
Krubersteinen är en kulle i Antarktis. Den ligger i Östantarktis. Norge gör anspråk på området. Toppen på Krubersteinen är 1 866 meter över havet.
Terrängen runt Krubersteinen är varierad. Trakten är obefolkad. Det finns inga samhällen i närheten. 